# Jim Ross Lightfoot

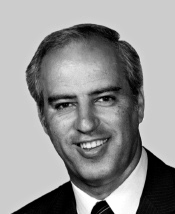
Jim Ross Lightfoot

James „Jim“ Ross Lightfoot (* 27. September 1938 in Sioux City, Iowa) ist ein US-amerikanischer Politiker. Zwischen 1985 und 1997 vertrat er den Bundesstaat Iowa im US-Repräsentantenhaus.

## Werdegang
Jim Lightfoot wuchs auf einer Farm in der Nähe von Farragut auf. Bis 1956 besuchte er die Farragut High School. Zwischen 1956 und 1965 diente er zunächst aktiv und dann in der Reserve in der US-Armee. Danach arbeitete er für einige Jahre für die Firma IBM. In Tulsa (Oklahoma) war er auch für kurze Zeit als Polizist tätig. Zwischen 1970 und 1976 war Lightfoot in Corsicana (Texas) Manager einer Firma, die landwirtschaftliche Gebrauchsartikel herstellte. Nach seiner Rückkehr nach Iowa wurde er Rundfunksprecher für den Sender KMA. Außerdem gründete er zusammen mit seiner Frau Nancy drei Gemischtwarenläden im Südwesten von Iowa.
Politisch schloss sich Lightfoot der Republikanischen Partei an. 1984 wurde er im fünften Wahlbezirk von Iowa in das US-Repräsentantenhaus in Washington, D.C. gewählt, wo er am 3. Januar 1985 die Nachfolge des in den US-Senat gewechselten Demokraten Tom Harkin antrat. Nach einigen Wiederwahlen konnte er diesen Distrikt bis zum 3. Januar 1993 im Kongress vertreten. Danach wurde er im Jahr 1992 für zwei weitere Legislaturperioden als Abgeordneter des dritten Bezirks in das US-Repräsentantenhaus gewählt. Dort löste er am 3. Januar 1993 David R. Nagle von der Demokratischen Partei ab. Insgesamt absolvierte er zwischen dem 3. Januar 1985 und dem 3. Januar 1997 sechs zusammenhängende Legislaturperioden im Kongress. Er war zeitweise Vorsitzender eines Unterausschusses des Haushaltsausschusses sowie Mitglied des Unterausschusses, der sich mit Lufttransporten befasste. In seiner Zeit im Kongress wurde auch der 27. Verfassungszusatz verabschiedet, der bestimmte, dass Diätenerhöhungen der Kongressabgeordneten erst in der jeweils nach der Verabschiedung folgenden Legislaturperiode wirksam werden sollten.
Im Jahr 1996 verzichtete Jim Lightfoot auf eine erneute Kandidatur. Stattdessen bewarb er sich 1998 erfolglos um das Amt des  Gouverneurs von Iowa. Im Dezember 1998 wurde er Vizepräsident der Forensic Technology Inc. Seit 2009 betreibt er eine eigene Beraterfirma. Mit seiner Frau Nancy Harrison, mit der er vier Kinder hat, lebt er heute in White Oak (Texas).